# Театр

Оперный театр «Колон»

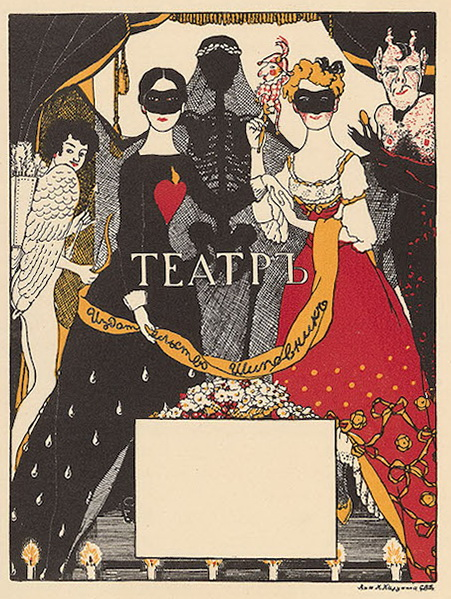
Иллюстрация К. Сомова для книги А. Блока «Театр»

Теа́тр (греч. θέατρον — основное значение — место для зрелищ, затем — зрелище, от θεάομαι — смотреть, видеть) — зрелищный вид искусства, представляющий собой синтез различных искусств (литературы, музыки, хореографии, вокала, изобразительного искусства и других) и обладающий собственной спецификой: отражение действительности, конфликтов, характеров, а также их трактовка и оценка, утверждение тех или иных идей здесь происходит посредством драматического действия, главным носителем которого является актёр.
Родовое понятие «театр» включает в себя различные его виды и формы: драматический театр, оперный, балетный, кукольный, театр пантомимы и др.
Во все времена театр представлял собой искусство коллективное; в современном театре в создании спектакля, помимо актёров и режиссёра (дирижёра, балетмейстера), участвуют драматург, художник-сценограф, композитор, хореограф, а также бутафоры, костюмеры, гримёры, рабочие сцены, осветители.
Развитие театра всегда было неотделимо от развития общества и состояния культуры в целом — с особенностями общественного развития были связаны его расцвет или упадок, преобладание в театре тех или иных художественных тенденций и его роль в духовной жизни страны.

## История театра
Театр родился из древнейших охотничьих, сельскохозяйственных и ритуальных празднеств, в аллегорической форме воспроизводивших явления природы или трудовые процессы, мифы, передаваемые истории создания мира. Исполнялись как правило шаманом в костюме и ритуальной маске для своей общины по праздникам. Однако обрядовые действа сами по себе ещё не были театром: как считают искусствоведы, театр начинается там, где появляется зритель, — он предполагает не только общие усилия в процессе создания произведения, но и коллективное восприятие, и своей эстетической цели театр достигает лишь в том случае, если сценическое действие находит отклик у зрителей.
На ранних стадиях развития театра — в народных празднествах — пение, танец, музыка и драматическое действие существовали в неразрывном единстве; в процессе дальнейшего развития и профессионализации театр утратил свой первоначальный синкретизм, образовались три основных вида: драматический театр, оперный и балетный, а также смешанные формы.

### Античный театр
Древнегреческий театр родился из мистерий, посвященных богам-покровителям земледелия, в первую очередь Дионису: в ходе посвящённых ему празднеств хор «сатиров», одетых в козлиные шкуры, маски, распевал песни (дифирамбы), содержание которых составляли мифы дионисийского круга. От хора сатиров произошло и слово «трагедия» (буквально — «песнь козлов»). Годом рождения мирового театра считается 534 г. до н. э., когда афинский поэт Феспид во время Великих Дионисий наряду с хором использовал одного актёра-декламатора. Декламатор, которого в VI веке до н. э. называли «гипокритом» («ответчиком» или «комментатором»), мог вступать в диалог с хором, изображать по ходу повествования различных персонажей мифов, и таким образом к диалогу примешивались элементы актёрской игры. Позже Эсхил добавил к хору второго актёра-декламатора, а Софокл третьего, — в V веке до н. э. «гипокриты» уже могли общаться не только с хором, но и между собой, что сделало возможным драматическое действие, независимое от хора, и в результате — преобразование хора сатиров в драму.

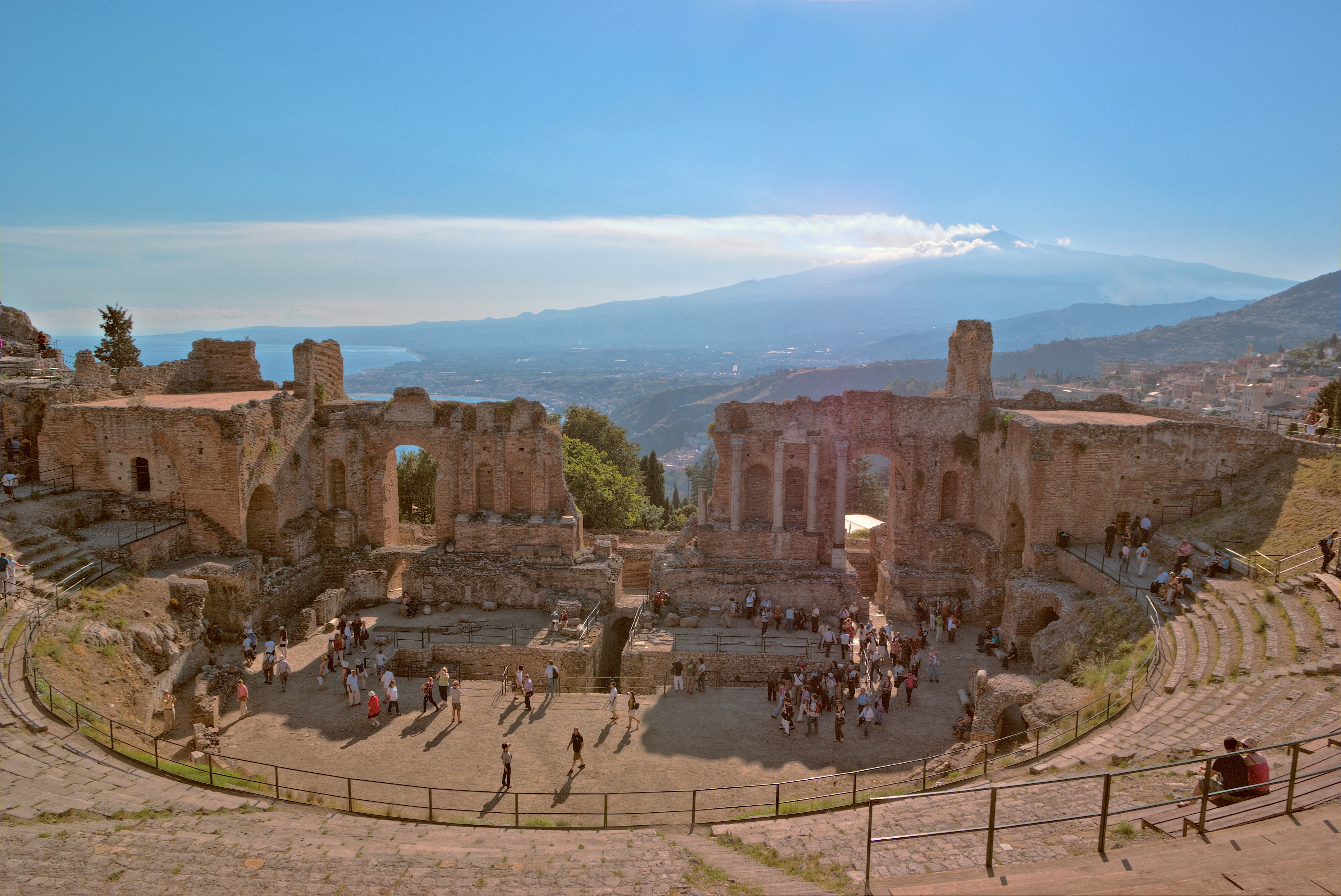
Греческий театр в Таормина, Сицилия

В те времена существовали пьесы только двух жанров — трагедии и комедии. Писались они чаще всего на мифологические или исторические сюжеты. Все роли играли мужчины. Актёры выступали в огромных масках и на котурнах. Декораций не было. Женщины (исключая гетер) не всегда и не везде допускались на представления, особенно на комедию, и сидели, как правило, отдельно от мужчин. В Греции профессия актёра считалась престижной, а в Риме — позорной (поэтому выступления Нерона так шокировали его приближённых).
Построенный в Афинах в IV в. до н. э. на юго-восточном склоне Акрополя театр вмещал до 17 тыс. человек, то есть около половины всех афинских граждан; построенный примерно в то же время театр в аркадском городе Мегалополе — 44 тыс. зрителей и т. д. Греческие театры были лишены кровельных перекрытий актёры и зрители находились под открытым небом, театральное действие происходило при естественном освещении.
Знаменитые драматурги того времени: Эсхил, Софокл, Еврипид, которых называют отцами греческой трагедии, Аристофан — отец комедии. В Риме можно отметить Плавта комедиографа и Сенеку, который обрабатывал произведения Еврипида.
До нас дошли многие пьесы древнегреческих авторов, несколько пьес об Ипполите, трагедия Эсхила «Прометей прикованный», несколько пьес об Электре, трилогия «Орестея» и другие.
В Греции между драматургами проводились соревнования (агон), при выборе победителя учитывалось мнение публики.
В Древнем Риме были популярны ателланы, короткие фарсовые представления в духе буффонады.
Наряду с официальным существовал также античный народный театр, в котором выступали бродячие комедианты — флиаки и мимы. Они разыгрывали примитивные пьески бытового, развлекательного, сатирического, часто непристойного содержания на улицах и площадях, актёры были без масок, в представлении могли участвовать женщины.

### Европейский театр

#### Средневековье

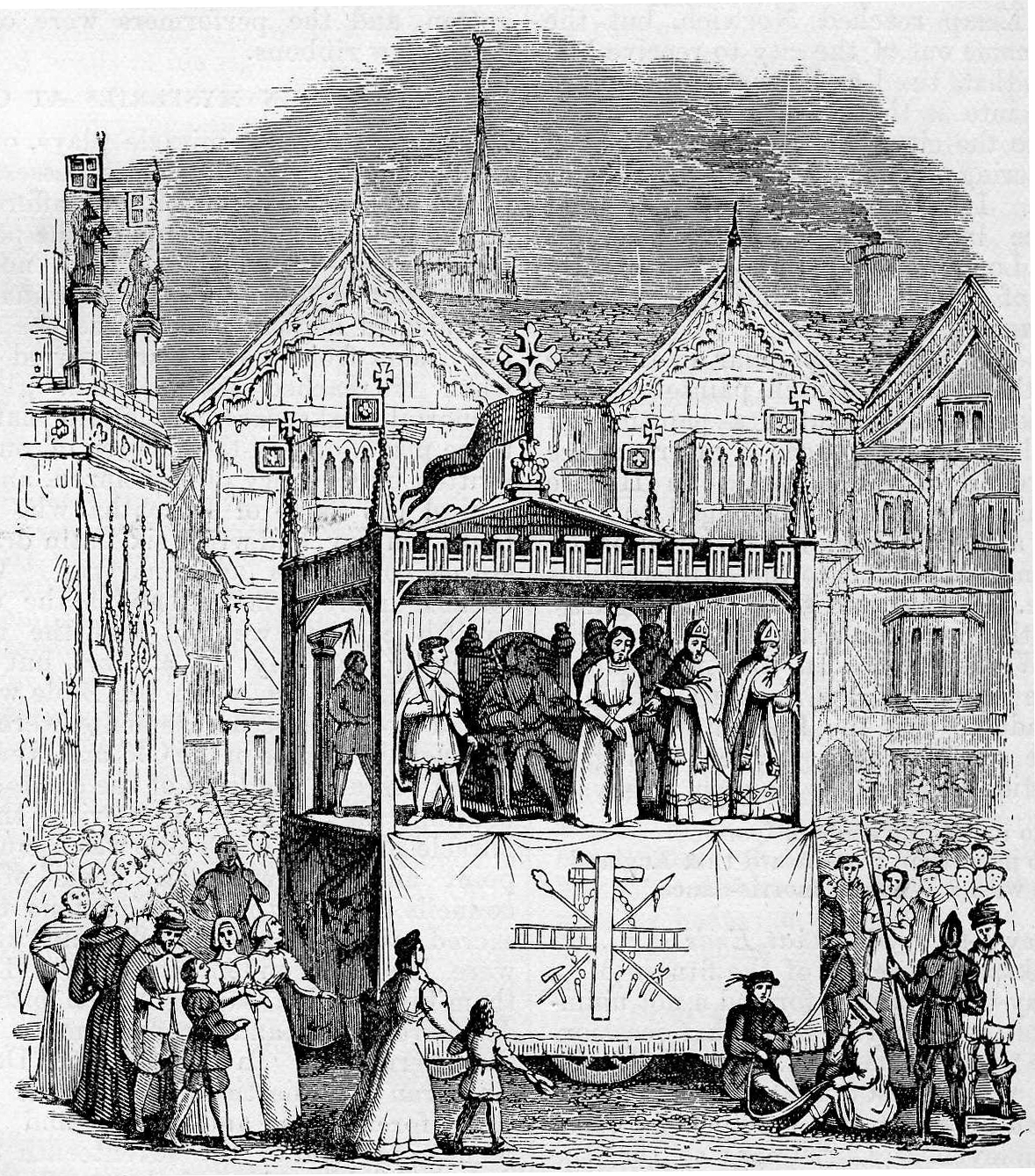
Английский средневековый театр, гравюра XIX в.

После падения Римской империи античный театр был забыт: ранние идеологи христианства осуждали лицедейство, и не только актёры, музыканты и «плясуны», но и все «одержимые страстью к театру» исключались из христианских общин. Средневековый театр фактически рождался заново, из народных обрядов и религиозных праздников — инсценировок церковных служб.
К языческим крестьянским праздникам и связанным с ними традиционным играм восходит искусство средневековых гистрионов — бродячих актёров, которые могли быть одновременно и танцорами, и певцами, и рассказчиками, и дрессировщиками животных, гимнастами и фокусниками, играть на самых разнообразных инструментах. К искусству гистрионов восходит фарс, ставший неизменной составной частью городских мистериальных представлений.
Некоторые предполагают, что в противовес языческим, церкви западно европейских вырабатывали собственные обряды, которые придавали их учению действенную иллюстративность. Уже в IX веке в Западной Европе в день Рождества священники изображали евангельских пастухов, идущих в Назарет, происходил краткий диалог между ними и священником, служившим мессу, — диалогизация службы в своём развитии открывала возможности для драматического действия. В XI веке на Пасху и в Рождество уже разыгрывались настоящие представления.
Постепенно литургическая драма становилась более действенной, более содержательной, наполнялась психологическими переживаниями; тенденция к реалистической трактовке евангельских сюжетов и образов, отразившаяся и в оформлении представлений, и в бутафории, противоречила целям церковной службы, и в 1210 году литургическая драма была изгнана из церкви, — в дальнейшем представления давались на паперти, что позволило участвовать в них не только клирикам, но и горожанам.
Во второй половине XIII века получили широкое распространение представления, посвящённые житиям святых, — миракли, которые от собственно евангельских сюжетов отличались и более «бытовым» оформлением. В это же время появились и светские пьесы, в большей степени, чем миракли, связанные с народными фольклорными представлениями, — известны, в частности, «Игра о беседке» и «Игра о Робене и Марион» Адама де ла Аля.
Одновременно в городах, независимо от церкви, зарождался жанр мистерий — массового, площадного, самодеятельного искусства. Мистерии были частью городских торжеств, которые устраивались в ярмарочные дни, абстрактные церковные сюжеты обретали в них национальный колорит.

#### Эпоха ренессанса

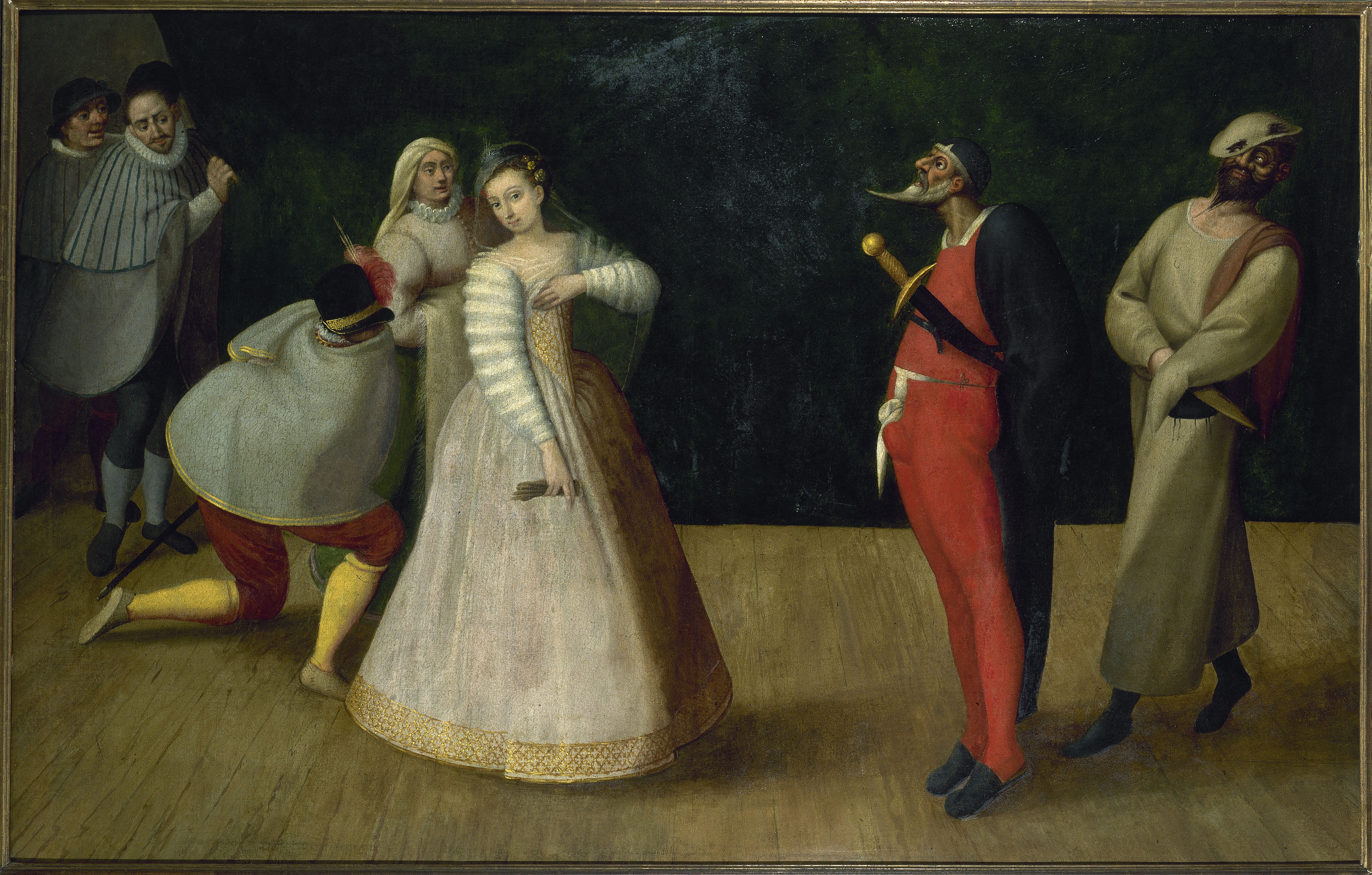
Итальянская комедия дель арте XVI в.

##### Драматический театр
Театр эпохи Ренессанса родился в Италии, где дольше, чем в других странах, существовала литургическая драма и относительно поздно, лишь в середине XV века, появился итальянский аналог мистерий — rapresentazioni sacre. Во Флоренции тексты для этих представлений писали крупные поэты-гуманисты — Фео Белькари, Луиджи Пульчи и сам Лоренцо Медичи. Увлечённые античной литературой и философией гуманисты поначалу прививали, насколько это было возможно, античный дух священным представлениям, вплоть до использования в мистериях языческих сюжетов, в частности мифа об Орфее.
Параллельно развивалась другая тенденция: в 70-х годах XV века Помпонио Лето в Риме возродил античный римский театр, — со своими учениками он ставил на языке оригинала сочинения Сенеки, Плавта и Теренция. Опыт Лета быстро распространился по всей Италии, и, поскольку латынь была понятна не всем, вскоре появились переводы древнеримскиx авторов на итальянский язык. Две формы итальянского театра — античные комедии в итальянских переводах (и оригинальные пьесы, долгое время носившие откровенно подражательный характер) и мистерии на мифологические сюжеты — постепенно сближались, заимствовали одна у другой элементы драматургической техники и сценического воплощения.
С распространением мистерий в Италии было связано появление первых театральных коллективов на рубеже XV—XVI веков, поначалу в виде любительских содружеств, которые со временем превращались в полупрофессиональные: ремесленники и представители интеллигенции собирали труппу, когда был спрос на представления, показывали их за плату в богатых домах и возвращались к своим прежним занятиям, когда спроса на представления не было. Важную роль в становлении итальянского профессионального театра сыграла падуанская труппа актёра и драматурга Анджело Беолько, члены которой, выступая в разных пьесах под одними и теми же именами, в одних и тех же костюмах, создавали неизменные типы (tipi fissi), — в этом отношении труппа Беолько предвосхищала комедию дель арте, появившуюся в середине XVI века, вскоре после его смерти. Однако в точном переводе с итальянского commedia dell’arte в то время означала «профессиональный театр» — понятие «комедия масок» появилось позже.
На протяжении долгого времени спектакли играли во дворцах. Лишь в 20-х годах XVI века начали появляться специальные театральные здания, при этом принципы постройки заимствовались у Витрувия: как и в Древнем Риме, зрительный зал строился в виде амфитеатра.
Новый итальянский театр родился как придворный, однако очень скоро завоевал популярность в самых широких слоях итальянского общества, к интересам и вкусам которых он начал приспосабливаться на рубеже XV—XVI веков: мифологические сюжеты постепенно уступали место сюжетам из современной жизни, которые, в свою очередь, диктовали и новые принципы оформления спектаклей, и иной стиль актёрской игры.
Комедия дель арте, благодаря постоянным гастролям итальянских артистов, с конца XVI и на протяжении всего XVII века стала популярна в Испании, Франции, Англии и Германии.

##### Опера и балет
В эпоху Ренессанса в Италии зародились также опера и балет. Вначале в мистериях появилась эпизодически вводимая музыка, позднее музыка стала сопровождать всё действие. В середине XVI века были популярны пасторали, которые сопровождались хоровым пением. В конце XVI века появились произведения с одноголосым пением (монодия).
В 1637 году в Венеции был открыт первый оперный театр.

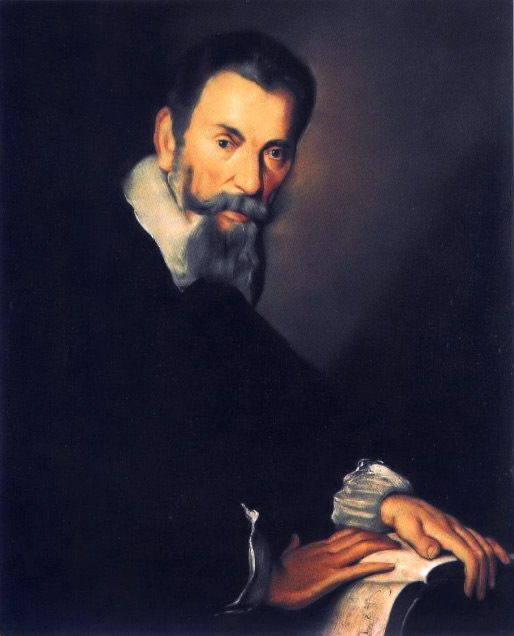
Клаудио Монтеверди

Первыми оперными композиторами были Якопо Пери, Клаудио Монтеверди и другие.
Первые балеты ставились при дворе для развлечения придворной знати. Хореография была создана на основе придворных танцев.
В XV веке одним из первых мастеров танца был Доменико да Пьяченца. Он занимался танцами вместе со своими учениками Антонио Корнацано и Гульельмо Эбрео, а также обучал этому искусству итальянскую знать. Да Пьяченца написал труд под названием «Про искусство танца и ведение танцев» (De arte saltandi et choreus ducendi).
В 1489 году Джан Галеаццо Сфорца женился на Изабелле Арагонской в Тортоне. В честь свадьбы было дано грандиозное представление, были организованы танцы по сюжету о Ясоне и аргонавтах. Зрелище получилось настолько впечатляющим, что подобные представления стали устраивать и в других местах.
В XVI веке в северной Италии появились грандиозные представления — spectaculi. Они включали не только танцы, но и конные представления и битвы. Екатерина Медичи принесла интерес к танцам во Францию. Она же была первым спонсором балетов, и устраивала грандиозные spectaculi. Одним из заметных был «Польский балет» (Le Ballet des Polonais), который был поставлен к визиту польских послов в 1573 году.
Первые балеты включали не только танцы, но и разговоры и элементы драмы.
Постепенно танец вытеснил из балета элементы драмы. Во Франции балет сформировался как отдельный жанр. Балетные представления теперь давали не только при дворе, но и в театрах.
Дворяне, включая Людовика XIV, исполняли в балете роли разной важности.
В 1585 году в Вероне открылся театр Олимпико с просцениумом.

### Театр Востока
В театре Востока сохранились древние архаичные традиции драматического, кукольного, музыкального театров. Это одинаково верно и для театра Индии, театра Японии, Китая, Вьетнама, театра Индонезии.

### Театр в России
В России театр родился поздно — лишь во второй половине XVII века. Однако в православной церкви были приняты инсценировки отдельных служб — Пещное действо и Шествие на осляти. Эти обряды совершались не позднее, чем с начала XVI столетия. Скоморошество, зародившееся ещё в XI веке, жестко осуждалось Церковью и было официально запрещено в 1648 году указом Алексея Михайловича; города не обладали достаточной самостоятельностью, чтобы своими силами устраивать представления, аналогичные западноевропейским мистериям, — театр в Россию был импортирован из Западной Европы. В 1672 году был создан первый придворный театр, однако он просуществовал всего несколько лет. К этому же времени относится возникновение так называемого «школьного театра» — театра при духовных учебных заведениях; первое упоминание относится к 1672 году, когда в Киево-Могилянской академии была поставлена мистерия «Об Алексее человеке Божием». В 1687 году в Заиконоспасском монастыре в Москве была основана Славяно-греко-латинская академия, при которой также был создан театр.

### Театр в США
Основное развитие театра США приходится на колониальный период и основывается на западноевропейских театральных традициях. Ключевое отличие — вклад в театральное искусство со стороны чернокожего населения Америки, который обнаруживается начиная с XIX века, но основное значение приобретает только с 1920-х годов.

## Виды театра

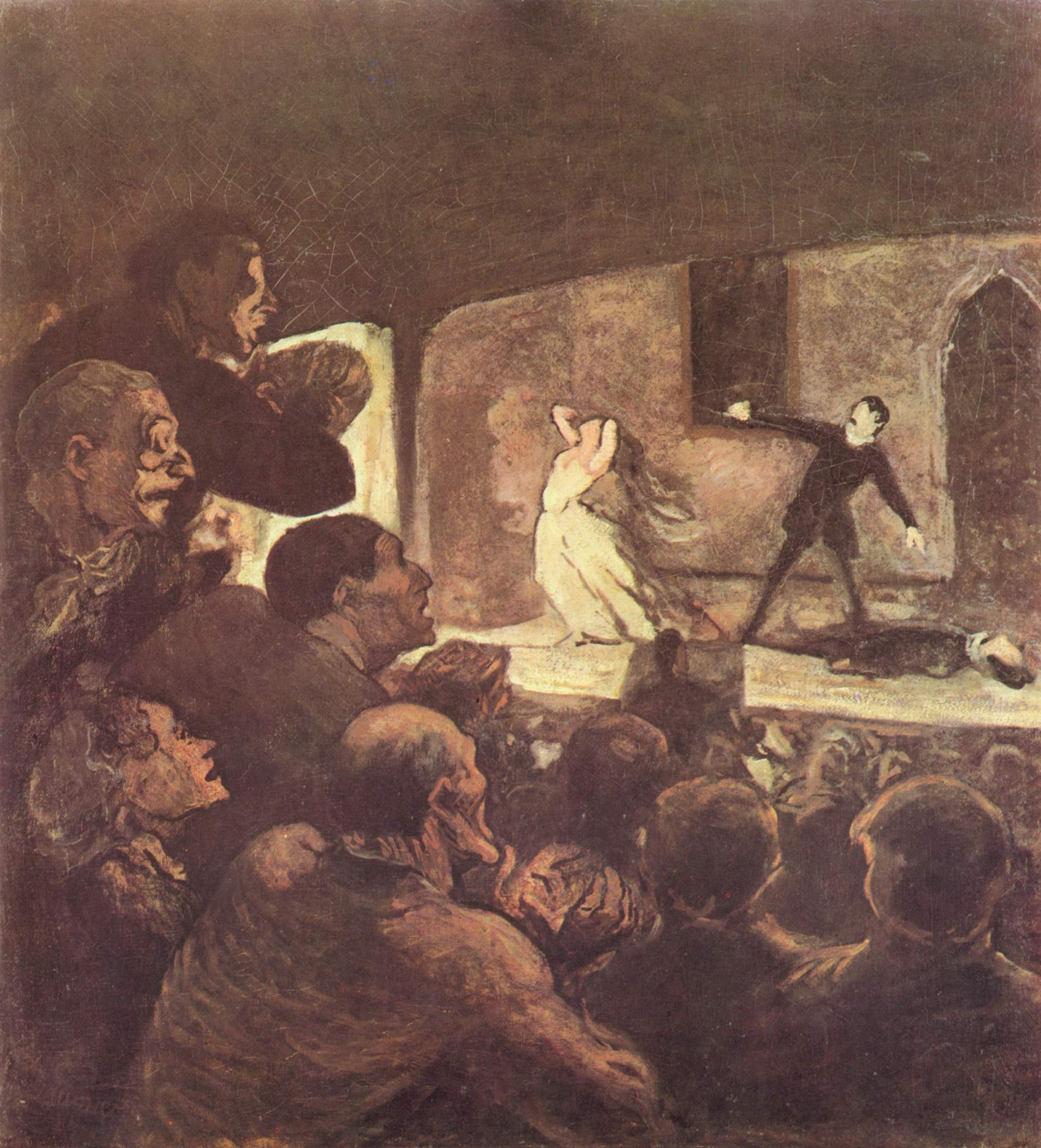
О. Домье, «Мелодрама» XIX в.

### Драматический театр
В отличие от других видов сценического искусства, спектакль в драматическом театре основывается на инсценированном литературном произведении (пьесе) — предполагающем импровизацию или заранее подготовленную постановку. Для артиста драматического театра основным средством выразительности, наряду с физическими действиями, является речь, сценический костюм, грим; вместе с тем драматический театр — искусство синтетическое: он может включать в себя в качестве полноправных элементов и вокал, и танец, и пантомиму. Важную роль в драматическом театре играет режиссёр, который на основе собственной интерпретации литературного произведения руководит работой всего коллектива, а также редактирует пьесу.

### Опера
Опера — сценический вид театрального искусства, в котором драматическое действие тесно слито с вокалом и оркестровой музыкой; в опере нередко присутствует и танец. Зародилась она в Италии на рубеже 16-17 веков.
Существуют такие жанры, как большая опера, комическая опера (opera-buffa в Италии, opéra-comique во Франции, Singspiel в Германии, Тонадилья в Испании, балладная опера в Англии), романтическая опера, опера-балет и др.
Жанр комической оперы повлиял в XX веке на формирование таких жанров, как оперетта, мюзикл, музыкальная комедия.
Оперные постановки обычно осуществляются в специально оборудованных оперных театрах.
Оперное произведение — это род музыкально-драматического произведения, основанный на синтезе слова, сценического действия и музыки. В отличие от драматического театра, где музыка выполняет служебные функции, в опере она является основным носителем действия. Литературной основой оперы является либретто, оригинальное или основанное на литературном произведении. Опера представляет собой ансамбль сольных эпизодов — арий, дуэтов, трио, квартетов, ариозо, речитативов, а также ансамблей, хоров, балетных сцен и подразделяется на акты и картины, сцены и номера; в начале оперы перед актами бывает пролог, а в конце — эпилог.
Большая роль в опере принадлежит оркестру.

### Балет

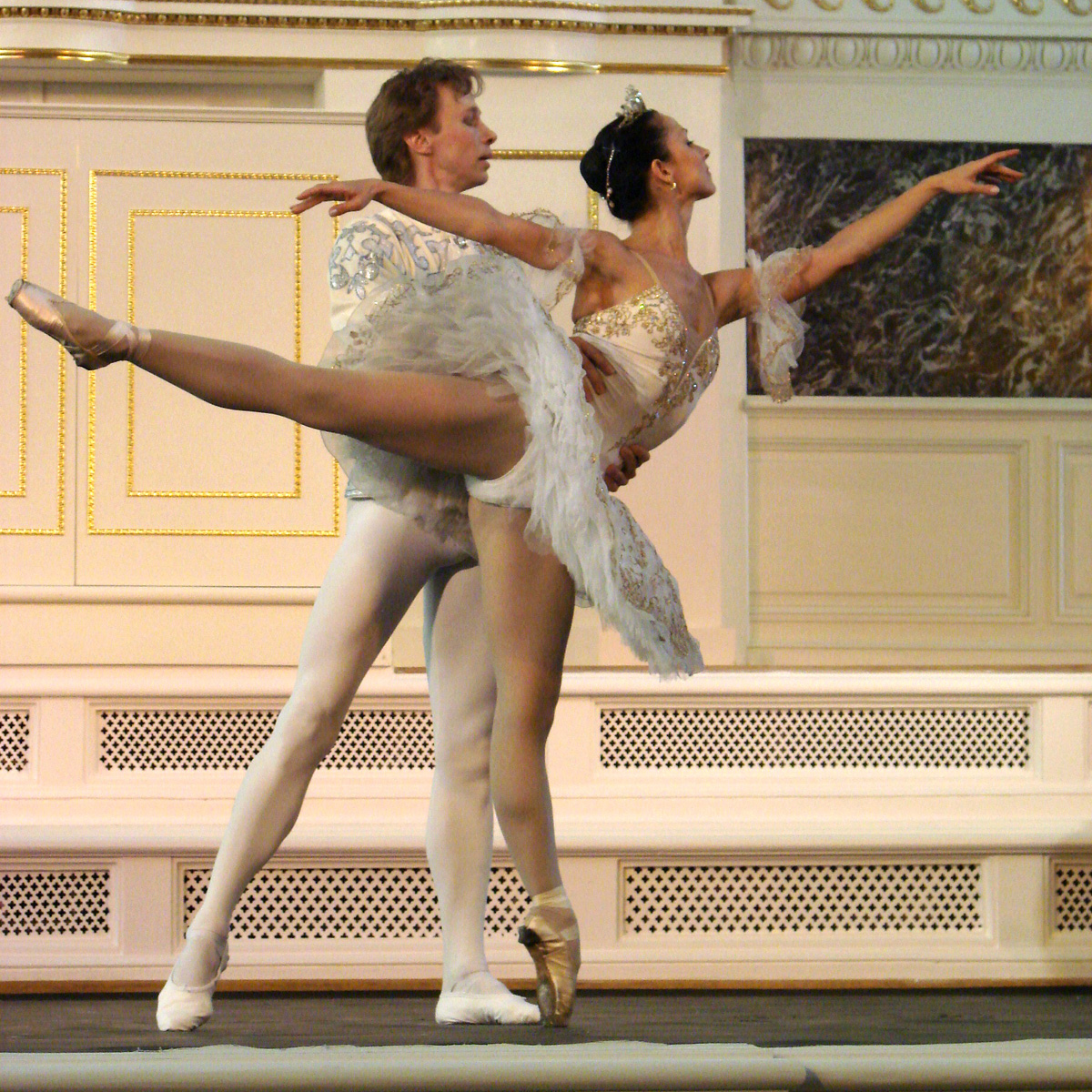
Классический балет, Санкт-Петербург

Балет — вид сценического искусства; спектакль, содержание которого воплощается в музыкально-хореографических образах. В основе классического балетного спектакля лежит определённый сюжет, драматургический замысел, либретто, в XX веке появился бессюжетный балет, драматургия которого основана на развитии, заложенном в музыке.
В балете есть три основные позиции: солисты, кордебалет (представляющих группу танцовщиков) и музыканты (оркестр). Основу балета составляет какое-либо литературное произведение, по которому пишется либретто. Автор перерабатывает произведение, внося в него некоторые редактирования, не нарушая смысла и сохраняя основных героев, композитор пишет музыку на которую затем балетмейстер-постановщик ставит танцы. В балете есть основные виды танца: классические танцы и характерный танец, а также пантомима, с помощью которой актёры передают чувства героев, их разговор между собой.

### Театр кукол
Театр кукол — одна из разновидностей кукольного вида искусства, в который входят мультипликационное и немультипликационное анимационное киноискусство, кукольное искусство эстрады и телевидения. В спектаклях театра кукол внешность и физические действия персонажей изображаются и/или обозначаются, как правило, объёмными, полуобъёмными (барельефными или горельефными) и плоскими куклами (куклами-актёрами). Куклы-актёры обычно управляются и приводятся в движение актёрами-кукловодами, а иногда автоматическими механическими устройствами. В последнем случае куклы-актёры называются куклами-роботами. Следует отметить, что словосочетание «кукольный театр» является некорректным и обижает профессиональное достоинство кукольников, поскольку прилагательное «кукольный» ассоциируется с понятием «ненастоящий»[источник не указан 194 дня]. Правильно говорить: «театр кукол», так, кстати, называются все профессиональные театры анимации.

### Пантомима
Пантомима — искусство создания художественного образа с помощью мимики и пластики человеческого тела без использования слов.
Пантомима зародилась в Древней Греции, где была частью репертуара мимов. В Древнем Риме в эпоху Августа стала полноценным театральным жанром.
В средневековье церковь запрещала пантомиму, но странствующие актёры продолжали использовать элементы из неё. Комедия дель арте включала в себя бессловесные интермедии. Пантомима была важным элементом арлекинады, комических пьесок, где главным действующим лицом был Арлекин. Во Франции арлекинада стала любимым жанром балаганного театра.
В 1702 году пантомима в виде театрализованного балета была поставлена в театре «Друри-Лейн» в Лондоне. В XVIII веке в театре в качестве интермедий в антрактах трагедий и комедий ставили пантомиму.
Батист Дебюро положил начало лирической поэтической пантомиме, благодаря ему классическим героем пантомимы стал Пьеро.
В XX веке пантомимой занималась группа Карно, в которой впервые выступили Чарли Чаплин, Макс Рейнхардт, Жан-Луи Барро, Марсель Марсо и другие.
Пантомима бывает танцевальная, классическая, акробатическая, эксцентрическая, в начале XX века появилась драматическая пантомима.
Жанр пантомимы развит в классическом индийском музыкальном театре и в Японском театре Но.

### Мюзикл
Мюзикл — вид музыкального театра, где соединяются диалоги, песни, музыка, танцы. Чтобы сыграть спектакль, нужно написать пьесу. Сюжет в основном берется из известных литературных произведений мировой драматургии и реализуется режиссёром-постановщиком, балетмейстером, специалистами по пению, постановщиками спецэффектов и др. По форме мюзикл представляет собой, как правило, двухактный спектакль. Постановка вокала или пластики отличается от классического музыкального жанра: голоса не должны звучать «по-оперному», а танец — выглядеть «балетным». Речь, мимика, пластика, танец должны быть в одной линии сценического поведения.
Мюзикл зародился в США в начале XX века и долгое время являлся чисто американским видом музыкально-сценического представления.

### Оперетта
Оперетта — вид музыкального театра, в переводе с итальянского означает «маленькая опера». Опереточная школа зародилась в Вене (Австрия) в 60-е годы XIX века.

### Театр миниатюр
Театр миниатюр — представляет различные виды малых форм искусства (монолог, куплет, скетч и другие); в репертуаре театра — небольшие одноактные пьесы и театральные постановки комедийных и сатирических жанров, которым свойственны гротесковые и пародийные направления; иногда в лирических формах, выраженных в миниатюре.

### Театр эстрады
Театр эстрады — вид сценического искусства, преимущественно популярно-развлекательного характера, включающий такие направления, как пение, танец, цирк на сцене, иллюзионизм, разговорный жанр, пародию, клоунаду и другие. Часто театр миниатюр и эстрадный театр бывают близки по своим форме и содержанию. Но если театр миниатюр близок к академическому театру, то эстрадный театр тяготеет к лёгким жанрам сценического искусства.

## Театральные фестивали
- Dance Open — международный фестиваль балета
- Авиньонский фестиваль
- Алтан Сэргэ — международный фестиваль национальных театров
- Всероссийский театральный фестиваль имени Олега Янковского
- Всероссийский фестиваль «Реальный театр»[48]
- «Голоса истории» — международный театральный фестиваль Вологодской области[49]
- Дягилевский фестиваль — международный многожанровый фестиваль
- Золотая маска — российская национальная театральная премия и фестиваль
- Золотой Арлекин — Саратовский областной театральный фестиваль и одноимённая театральная награда
- Майатул
- Международный оперный фестиваль имени Ф. И. Шаляпина
- Международный театральный фестиваль им. А. П. Чехова[50]
- Международный фестиваль искусств имени Сахарова
- Ново-Сибирский транзит — межрегиональный фестиваль-конкурс драматических театров Сибири, Урала и Дальнего Востока[51]
- Платоновский фестиваль искусств
- «Браво!» — Свердловский областной конкурс на лучшую театральную работу года и фестиваль[52]
- Фестиваль классического балета имени Рудольфа Нуриева
- Эдинбургский международный фестиваль